# چوی یونگ-ایل
چوی یونگ-ایل (انگلیسی: Choi Young-il؛ زادهٔ ۲۵ آوریل ۱۹۶۶) بازیکن سابق و مربی فوتبال اهل کره جنوبی است.
از باشگاه‌هایی که در آن بازی کرده‌است می‌توان به باشگاه فوتبال لیائونینگ، باشگاه فوتبال اولسان هیوندای، باشگاه فوتبال سئول، و باشگاه فوتبال بوسان ای‌پارک اشاره کرد.
وی همچنین در تیم ملی فوتبال کره جنوبی بازی کرده‌است.
وی در مسابقات کشوری و بین‌المللی در مجموع برندهٔ ۱ مدال برنز شده‌است.